# Kanton Nantes-7

Lage des Kantons Nantes-7 innerhalb der Stadt Nantes

Der Kanton Nantes-7 (bretonisch Kanton Naoned-7) ist seit 1908 ein französischer Kanton im Arrondissement Nantes, im Département Loire-Atlantique und in der Region Pays de la Loire.

## Geschichte
Der Kanton entstand durch Aufspaltung des damaligen Kantons Nantes-6 im Jahr 1908. Durch Aufteilung der Stadt Nantes in weitere Kantone verkleinerte sich sein Gebiet stetig. In seiner heutigen Form entstand er bei der Neueinteilung der französischen Kantone im Jahr 2015.

## Lage
Der Kanton liegt im Zentrum des Départements Loire-Atlantique.

## Gemeinden
Der Kanton Nantes-7 umfasst Viertel im Nordosten der Stadt Nantes: die Quartiere Beaujoire, Gachet, La Bernardière, La Violerie, Le Landreau und Saint-Joseph-de-Porterie.
Der alte Kanton Nantes-7 besaß vor 2015 einen anderen INSEE-Code als heute, nämlich 4426.

## Politik
Im 1. Wahlgang am 22. März 2015 erreichte keines der sechs Wahlpaare die absolute Mehrheit. Bei der Stichwahl am 29. März 2015 gewann das Gespann Michel Ménard/Catherine Touchefeu (beide PS) gegen Fabien Foy/Josette Noël (beide FN) mit einem Stimmenanteil von 76,27 % (Wahlbeteiligung:48,26 %).
| Vertreter im conseil général des Départements | Vertreter im conseil général des Départements | Vertreter im conseil général des Départements |
| Amtszeit                                      | Name                                          | Partei                                        |
| --------------------------------------------- | --------------------------------------------- | --------------------------------------------- |
| 2015–                                         | Michel Ménard Catherine Touchefeu             | PS                                            |